# チリ料理

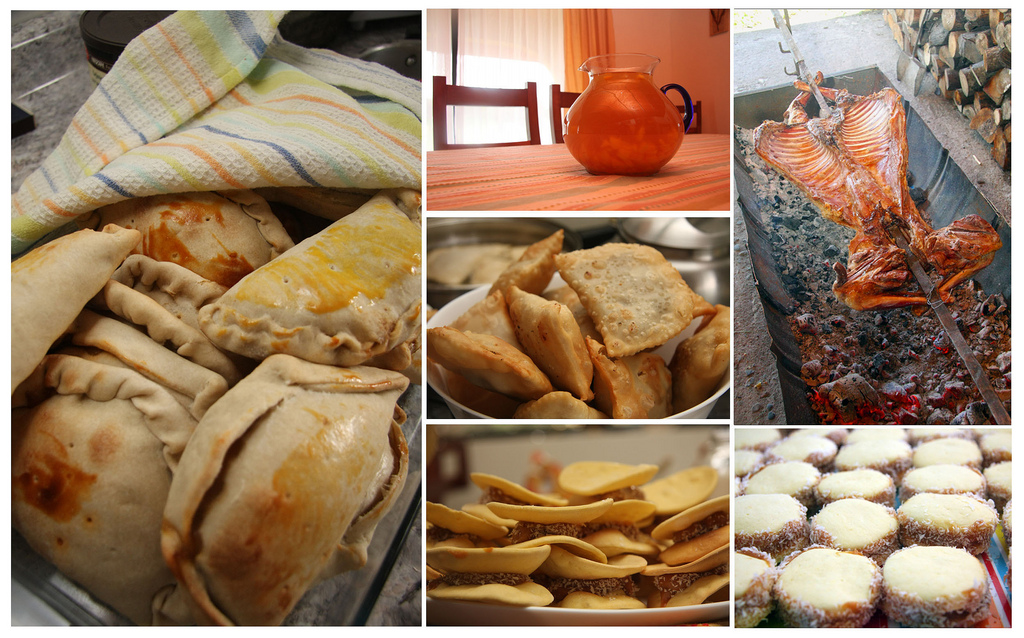
チリの食文化

チリ料理（スペイン語: Gastronomía de Chile）では、チリで食べられている料理、食文化について概説する。

## 特徴
メキシコより南のアメリカ大陸諸国と共通的にスペイン統治時代の影響と、先住民であるインカ帝国時代の影響とを受けている。トウモロコシ、小麦、トマト、ジャガイモ、インゲンマメなどの豆類がよく使用され、牛肉や羊肉がよく食されることも同じである。
料理はほとんど塩のみのシンプルな味付けであるが、クミン、オレガノ、コリアンダー、メルケン、唐辛子、パプリカパウダー、コショウなどの調味料は使用される。
チリは南太平洋に面しているため、新鮮な魚介類が豊富であり、ノルウェーとともに世界有数のサケ輸出国になっている。
チリでは毎年4月15日を「チリ料理の日」としている。

### 農水産物
チリの土壌は肥沃であり、南北に細長い土地に12種の気候が存在することで、さまざまな種類の農産物が生産されている。北部は砂漠、東部はアンデス山脈、西部は太平洋、南部は南極の氷が天然の障壁となり、チリの食品を害虫や病気から食品を守っていると言える。
果物の栽培面積は2017年時点で29万4000ヘクタールあり、主に北部のアタカマ州と南部のロス・ラゴス州の間で栽培が行われている。チリ農業政策調査庁（ODEPA）に依れば、果物の生産量は年間約500万トン、そのうち生鮮果物の輸出は260万トン、輸出額は40億ドルを超えており、チリは南半球で第1位の輸出国になる。生食用ブドウとブルーベリーに限れば、世界1位の輸出国である。
国立統計研究所 (チリ)(INE)による2014年のデータでは、チリ国内に約3万4000軒の野菜農家があり、栽培面積は約7万ヘクタール。国内中部のコキンボ州とマウレ州の間が主な生産地となっている。栽培面積としては、食用トウモロコシの14パーセント、レタスの10パーセント、生食用トマト7パーセントなどが上位を占める。
穀物の栽培面積は約57万6000ヘクタールであり、内訳は小麦が44パーセント、トウモロコシが24パーセント、燕麦が22パーセントとなっている。小麦と燕麦は中部のビオビオ州とラ・アラウカニア州で、トウモロコシは主にリベルタドール・ベルナルド・オイギンス州とマウレ州で栽培されている。
2015年の水産物の水揚げ量が332万3035トンであり、アトランティックサーモン、アンチョベータ、イワシなどの水揚げ量が多い。

#### 輸出
2016年のチリからの農水産物の輸出額は124億ドルであり、内訳は果物・ナッツが57億8735万ドル、魚介類が44億28444万ドルで輸出額全体の8割以上を占める。チリからのこれら2品目の輸出額は、果物・ナッツが世界第3位、魚介類が世界第4位である。輸出品目を見るとサーモンが35億ドル、原産地呼称ワインが15億ドルと多い。

#### 輸入
チリの食品輸入額は2016年で49億2504万ドル。近隣諸国からの食品の輸入が多く、2016年では第1位がアルゼンチン、第2位がアメリカ合衆国、以下、ブラジル、パラグアイと続き、これら上位4か国からの輸入額は29億8601万ドルと食品の輸入額全体の60.パーセントを占める。
食品輸入額の品目の内訳は、輸入額の大きい順に食肉、穀物、飲料・アルコールとなっている、牛肉の輸入額は食肉の74.3％を占めてり、穀物ではトウモロコシ、小麦が多く、飲料・アルコールではビールの輸入が多い。

### 消費傾向
ODEPAによる2009年から2013年の主要食品の一人あたりの平均年間消費量は、鶏肉が最も多く32キログラムから38キログラム。豚肉、牛肉が同程度で25キログラム程度である。果物ではリンゴ、バナナの消費が多く、共に10キログラムを超える。
保健省 (チリ)が2014年に発表した食品消費に関するアンケートに依れば、パン、シリアル、パスタ、豆、イモなどは所得が低いほど消費量が多くなり、野菜や果物は所得の高いほど消費量が多くなる傾向にある。

## 食習慣
チリでは、1日に「朝食」、「昼食」、「オンセ（once）」の3食を食べる。
朝食は軽く済ませる。
昼食は1日のメインの食事となり、肉料理か魚料理に米、パスタ、野菜、スープ、サラダを摂るのが一般的である。
午後は上述のようにオンセが一般的であるが、家庭によっては昼食と同じようなメニューを夕食として食べることもある。午後にオンセを摂った場合、22時から23時頃に夜食を摂ることもある。
朝食にパンを食べ、昼食の付け合わせにパンを食べ、オンセにもパンを食べるという風に一日中パンを食べている。「チリはトルコに次いで世界で2番目にパンを食べる国」という説もある。

### オンセ
オンセ（スペイン語: once）は日本で言うことろの「夕食」に相当し、パンを基本とした軽い食事である。
スペイン語としては「once」は「11」の意味であるが、チリでの「オンセ」は「家族や友達と集まり、食事をしながらその日の出来事を語り合う」という意味となる。
オンセはスペインや他の中南米諸国には見られない食習慣であり、チリ独特のものである。オンセの食習慣は、19世紀に労働者が仕事後に家族や友人と共にアグアルディエンテ（蒸留酒、aguardiente）を飲んでいたことに由来するとされる。まだ日の高い時間から飲酒することに抵抗があった当時、aguardienteという言葉を直接使用せず、単語の文字数である11（オンセ）で表現していたことに由来する。

## チリ料理の例
チリは南北に細長い地形であるため、北部、中部、南部とで食文化が異なる。
チリ料理によく使われる食材には、「チョクロ」と呼ばれるトウモロコシ、ジャガイモ、インゲン豆が挙げられる。これらの材料を基本とする料理の代表例として、パステル・デ・チョクロ、ウミータ、チャルキカンなどがある。
料理の味付けは塩とレモンが多く、クミン、オレガノ、コリアンダー、メルケン、唐辛子が使われ、肉にはチミチュリも用いられる。

### 北部
チリ北部の料理はアイマラ族の食文化と統合してきており、リャマやビクーニャの肉も先住民の頃から伝統的に食べられている。
チリ北部料理の典型例
- アサード - 焼肉。北部ではアルパカの肉を食する。
- チャイロ - 野菜、アルパカやリャマの肉、チューニョ、小麦などを入れたスープ。
- チチャロン・デ・パパ - リャマや羊の肉を油で揚げて作ったチチャロン。
- カラプルカ - トウモロコシ、ジャガイモ、ニンジンといった野菜や、肉（リャマ、鶏、羊などの肉）、ロコトが入った辛いスープ。
- ピカンテ・デ・ウアタ - タマネギ、ニンジン、ジャガイモなどの野菜を軽く炒め、ロコトと臓物を煮た料理。
- ピカンテ・デ・ポリョ - 臓物ではなく、鶏肉を加えた煮物。
- ウアティア - 鶏肉、アルパカの肉、ジャガイモ、トウモロコシを粉砕したものなどを土の中で蒸し焼きにした料理。

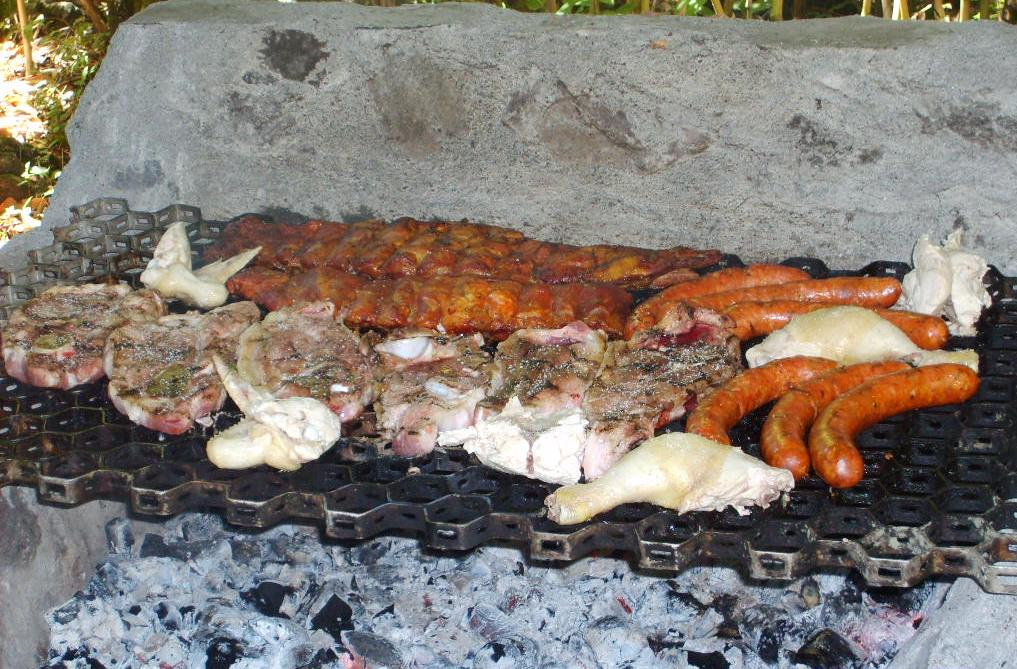
アサード
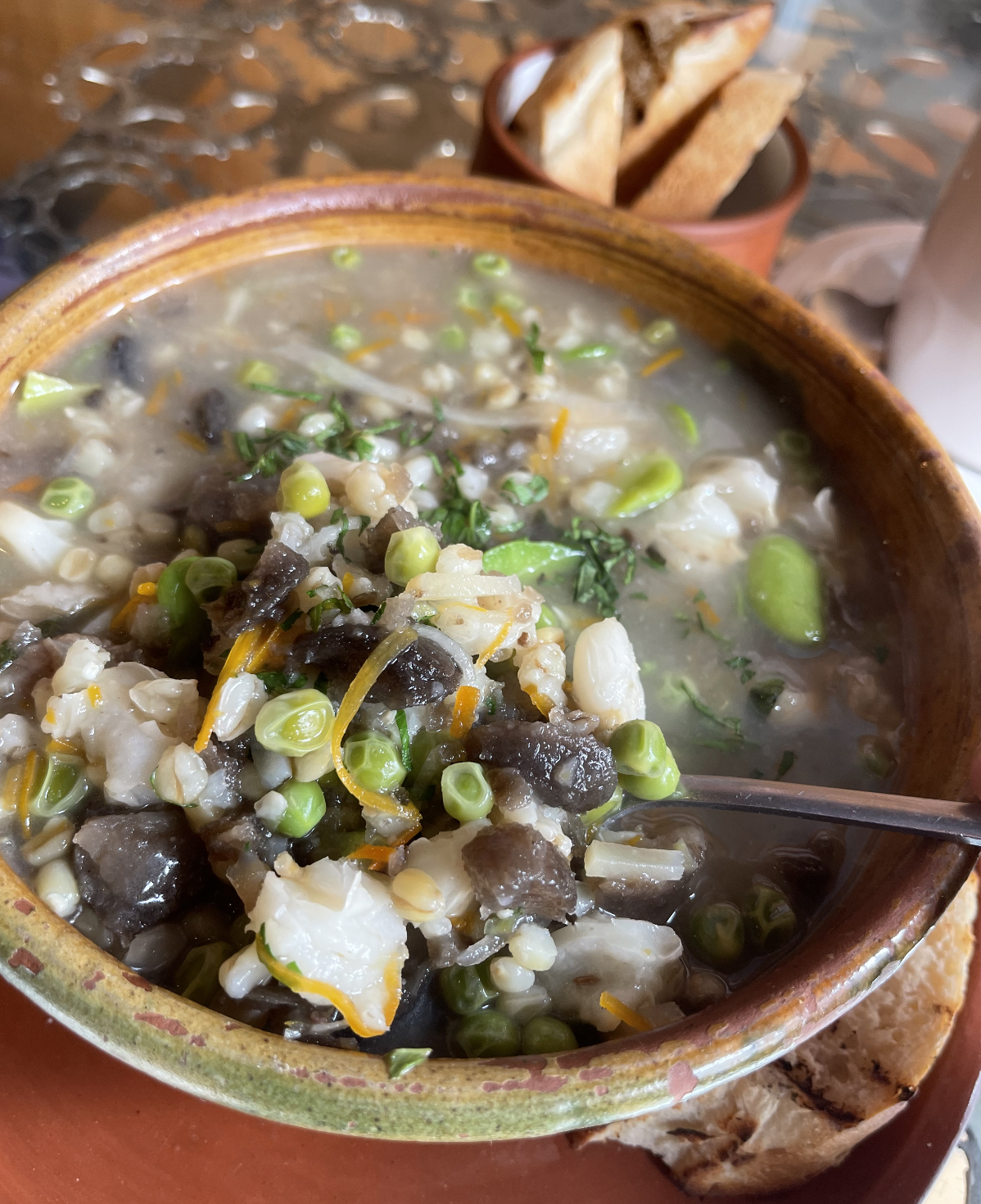
チャイロ
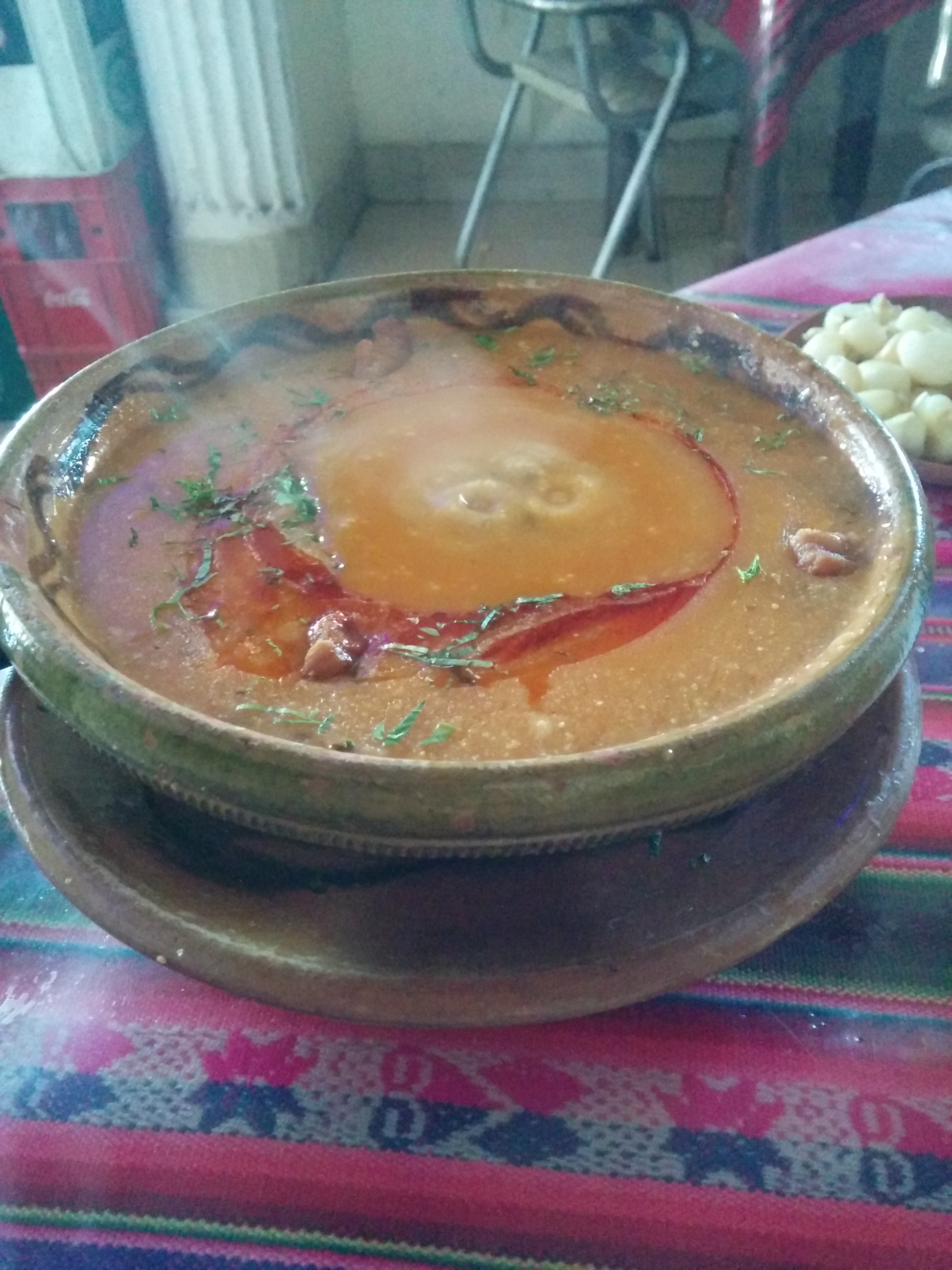
カラプルカ
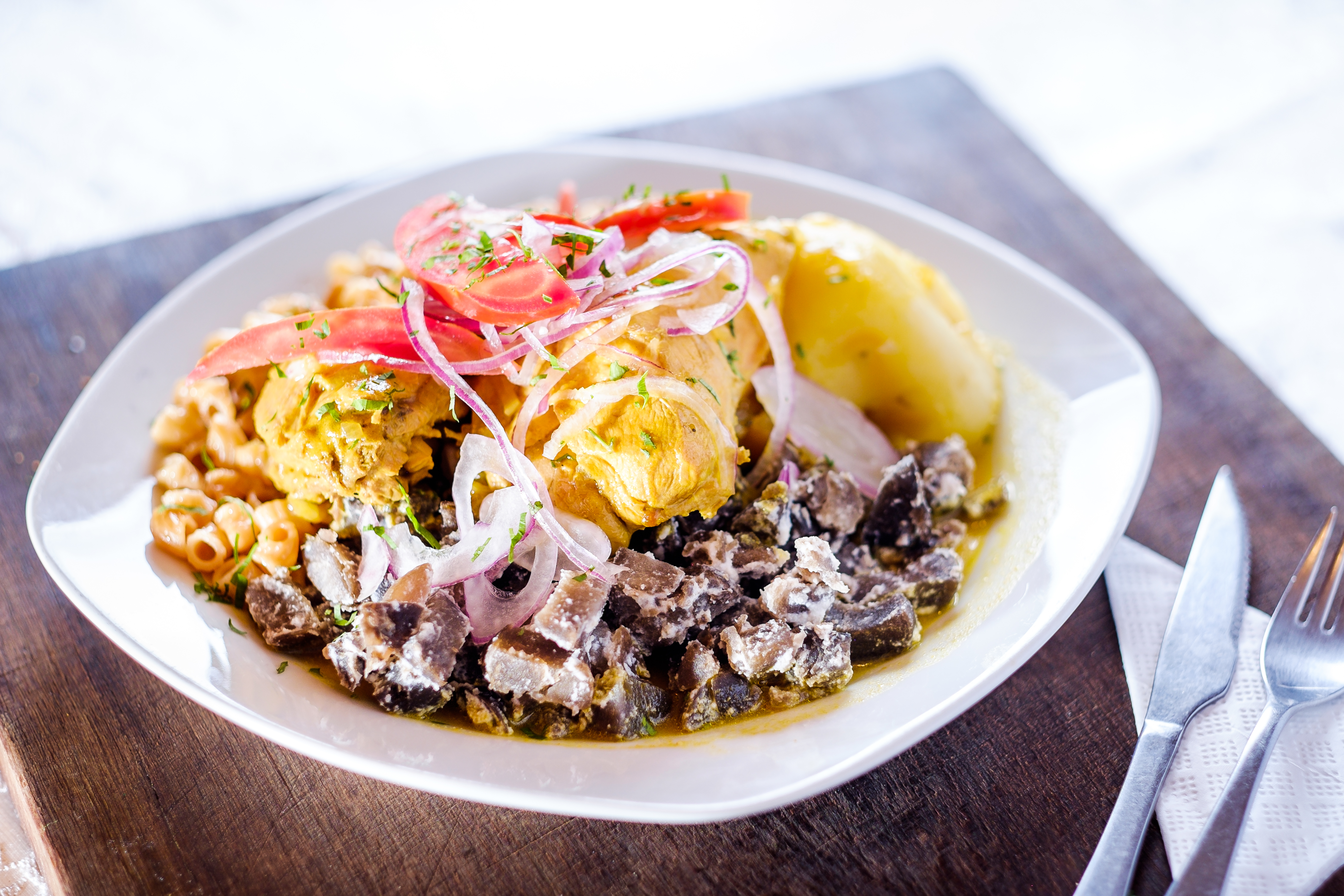
ピカンテ・デ・ポリョ
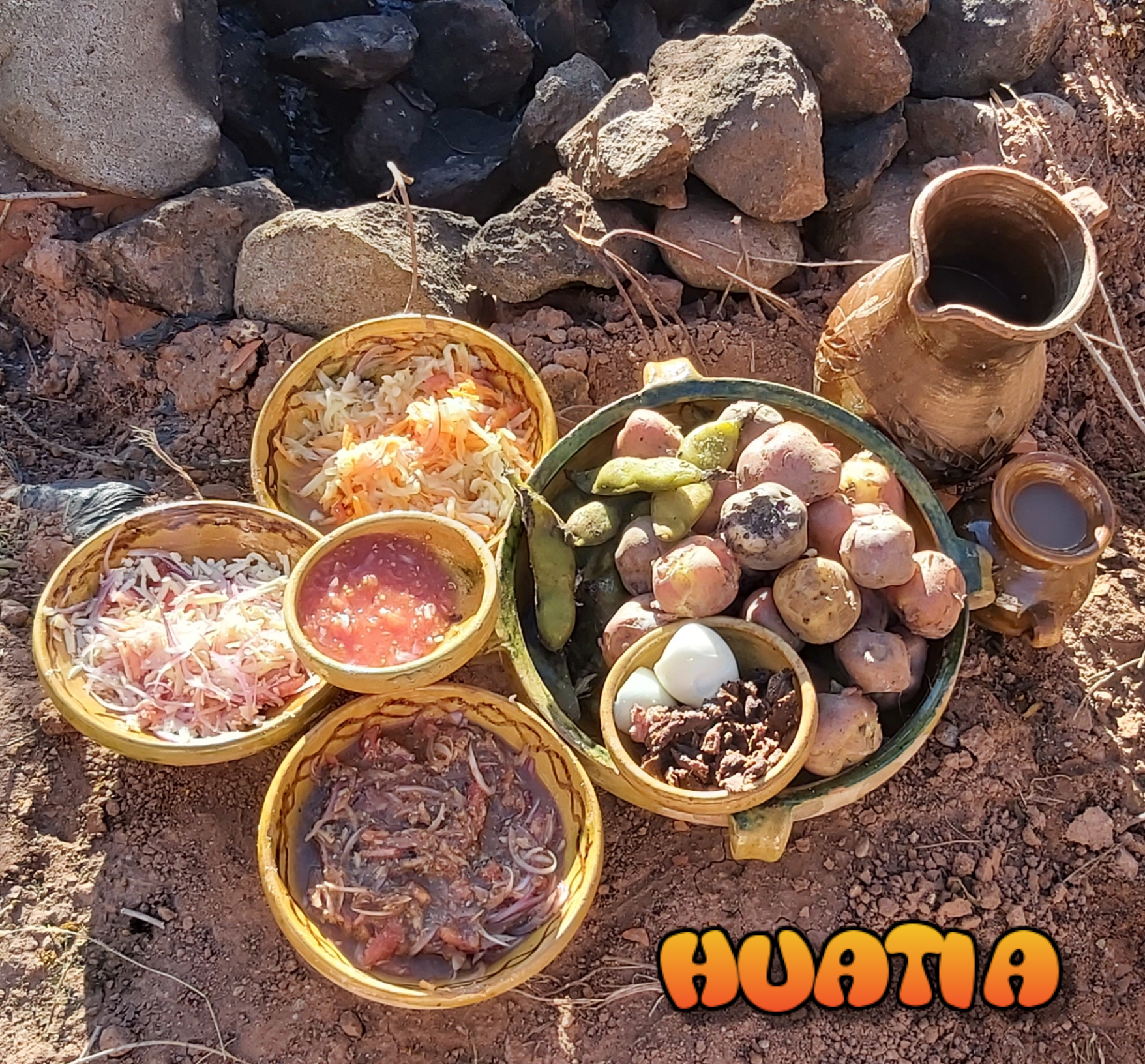
ウアティアの材料

### 中部
チリ中部はトウモロコシをはじめとするさまざまな種類の特産野菜が用いられる。豆類、ジャガイモ、トウモロコシ、鶏肉、豚肉、牛肉などが一般的に用いられる。
19世紀後半以降になると、ヨーロッパ諸国からの影響も受け、イギリスから紅茶や「イレブンジズ」の習慣、フランスからはブドウの品種がもたらされ、ワインの生産も盛んになった。
チリ中部料理の典型例
- カスエラ - 牛肉や鶏肉、さまざまな野菜とコメで作るスープ。
- カルディーリョ・デ・コングリオ - 白身魚を用いた沿岸部の典型的な料理。
- エンパナダ・デ・ピノ - 「ピノ」と呼ばれる牛肉、タマネギ、レーズン、鶏卵、オリーブ、クミン、パプリカパウダーで調理した具材を包んだエンパナダ。
- モテコンウエシージョ - 夏に飲まれる伝統的なノンアルコールドリンク。
- パステル・デ・チョクロ - トウモロコシをペースト状にしてオーブンで焼いた料理。
- チャルキカン - 野菜と牛肉の煮込みに目玉焼きを添えて食べるチリの家庭料理。
- ウミータ - みじん切りにしたタマネギ、バジル、トウモロコシを潰してペースト状にしたものをトウモロコシの皮で包み、塩ゆでにしたもの。

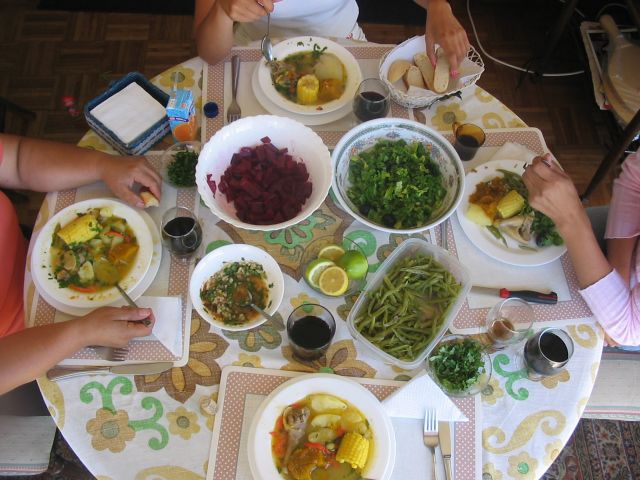
カスエラ
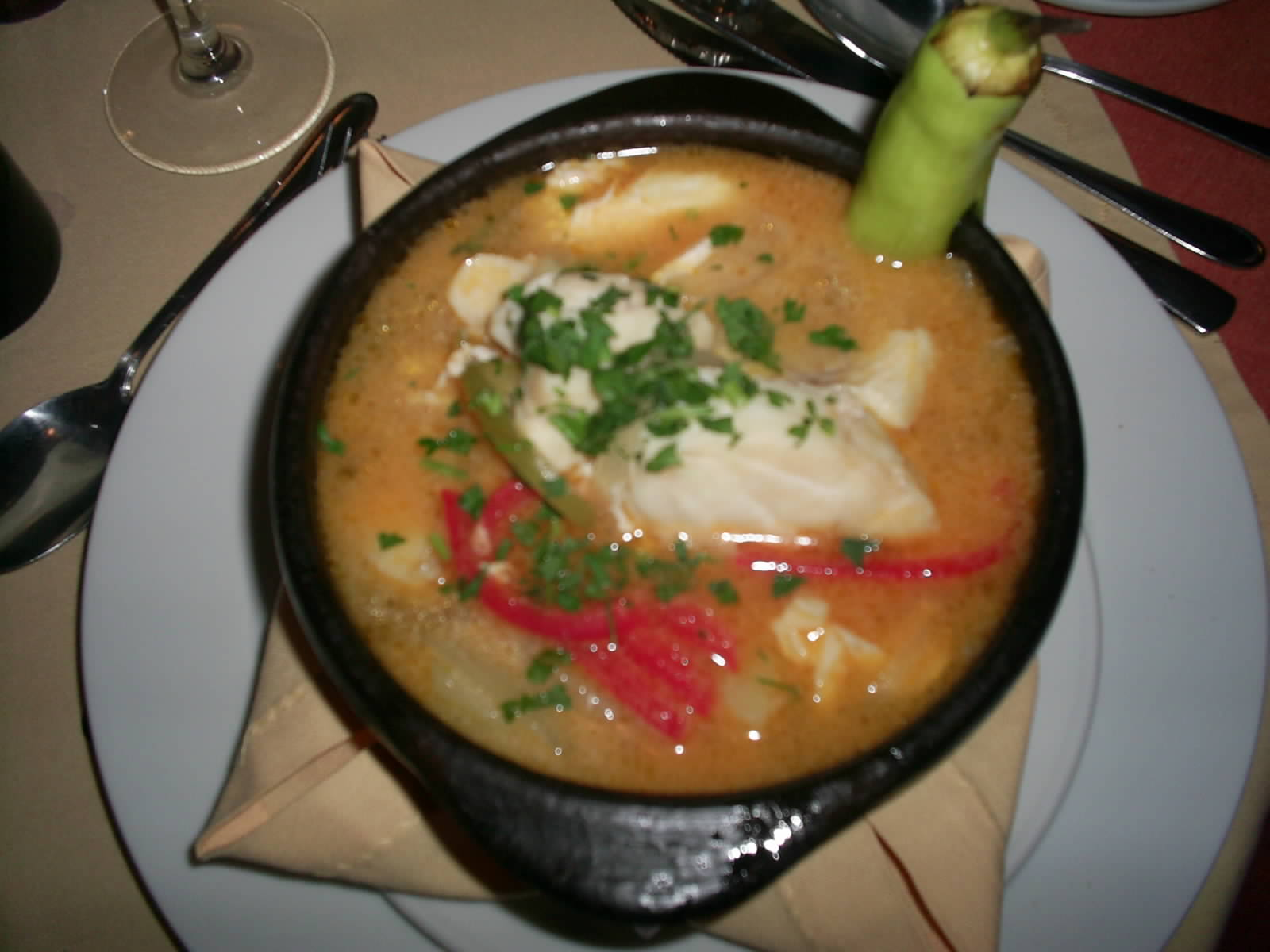
カルディーリョ・デ・コングリオ
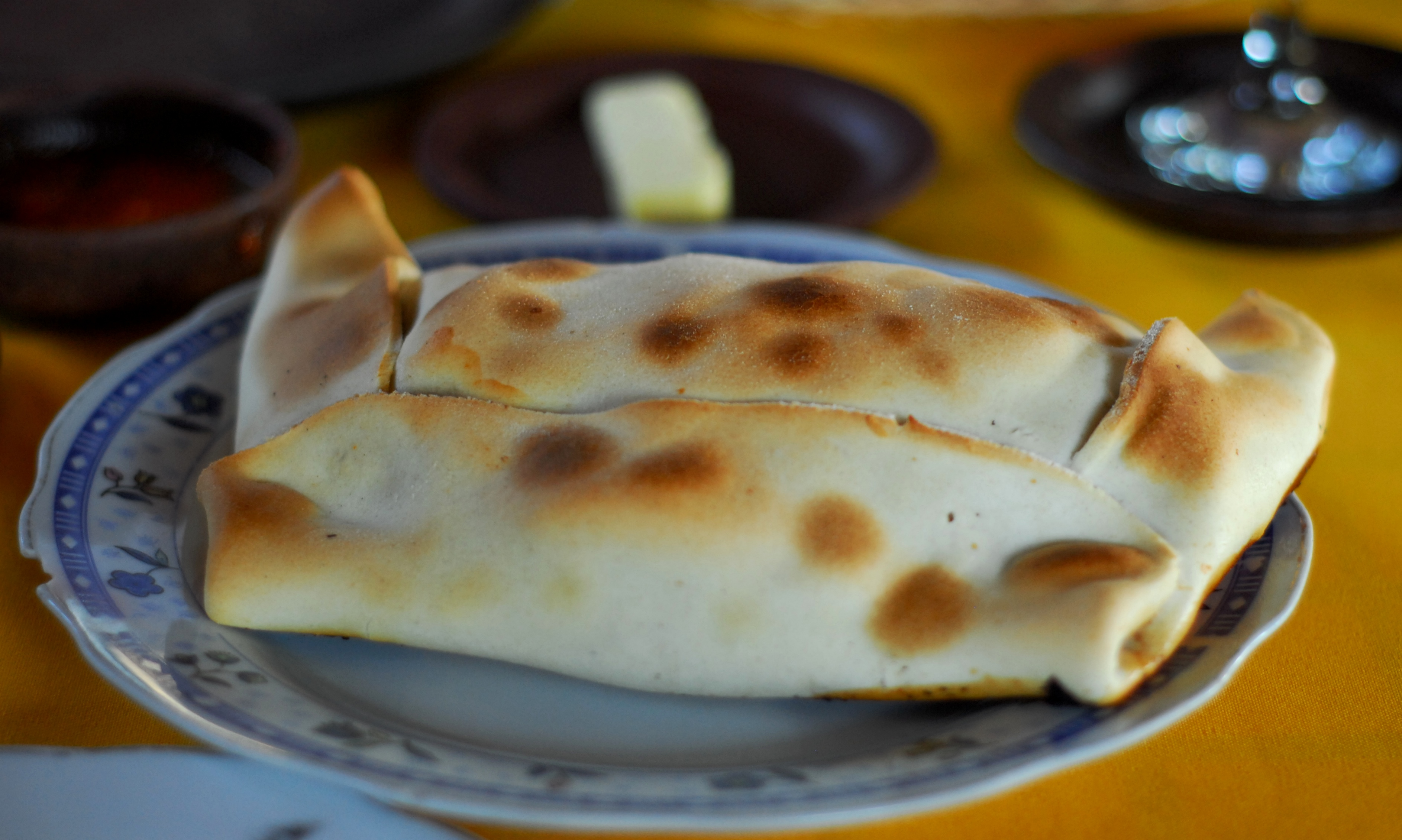
エンパナダ・デ・ピノ
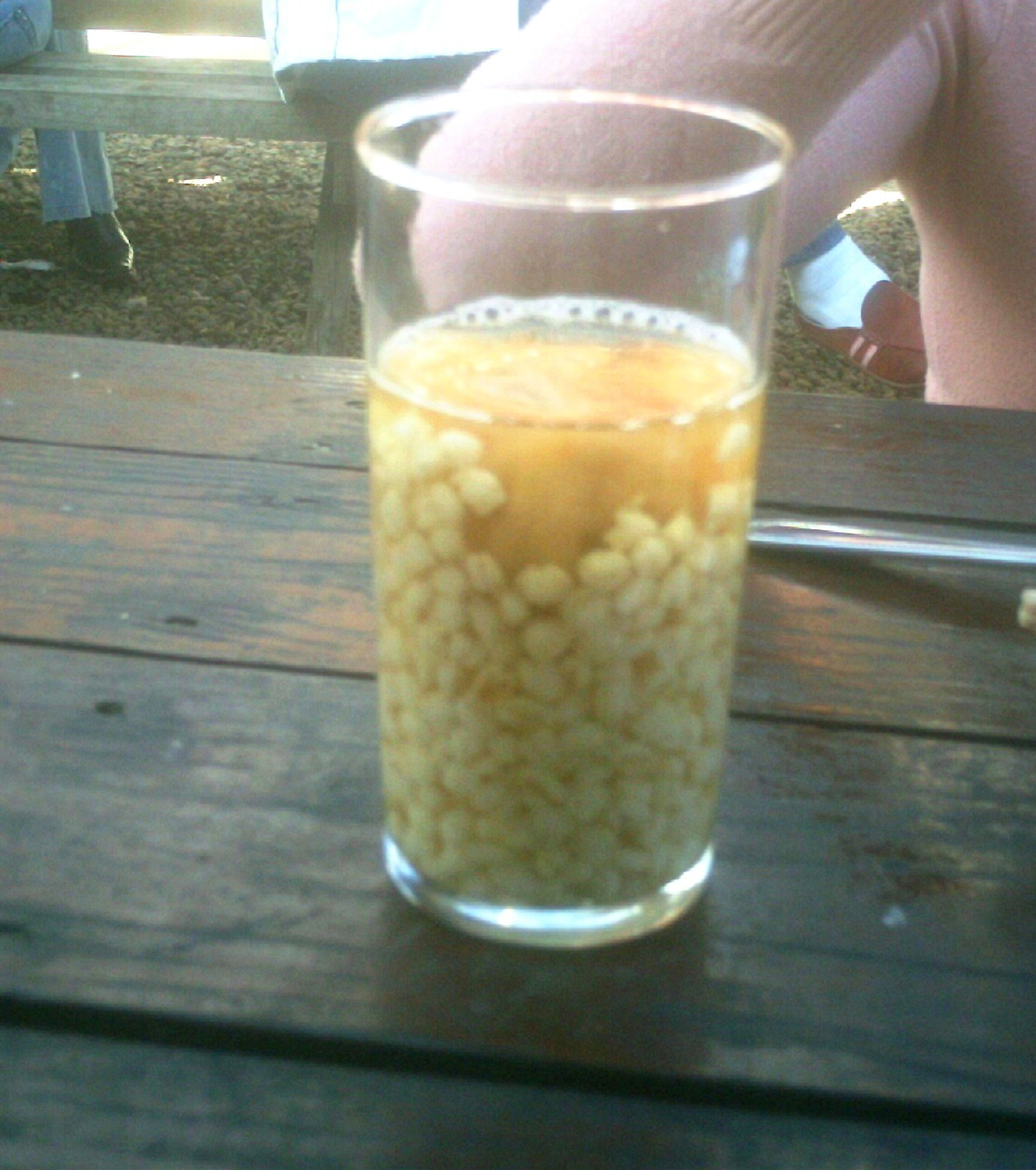
モテコンウエシージョ
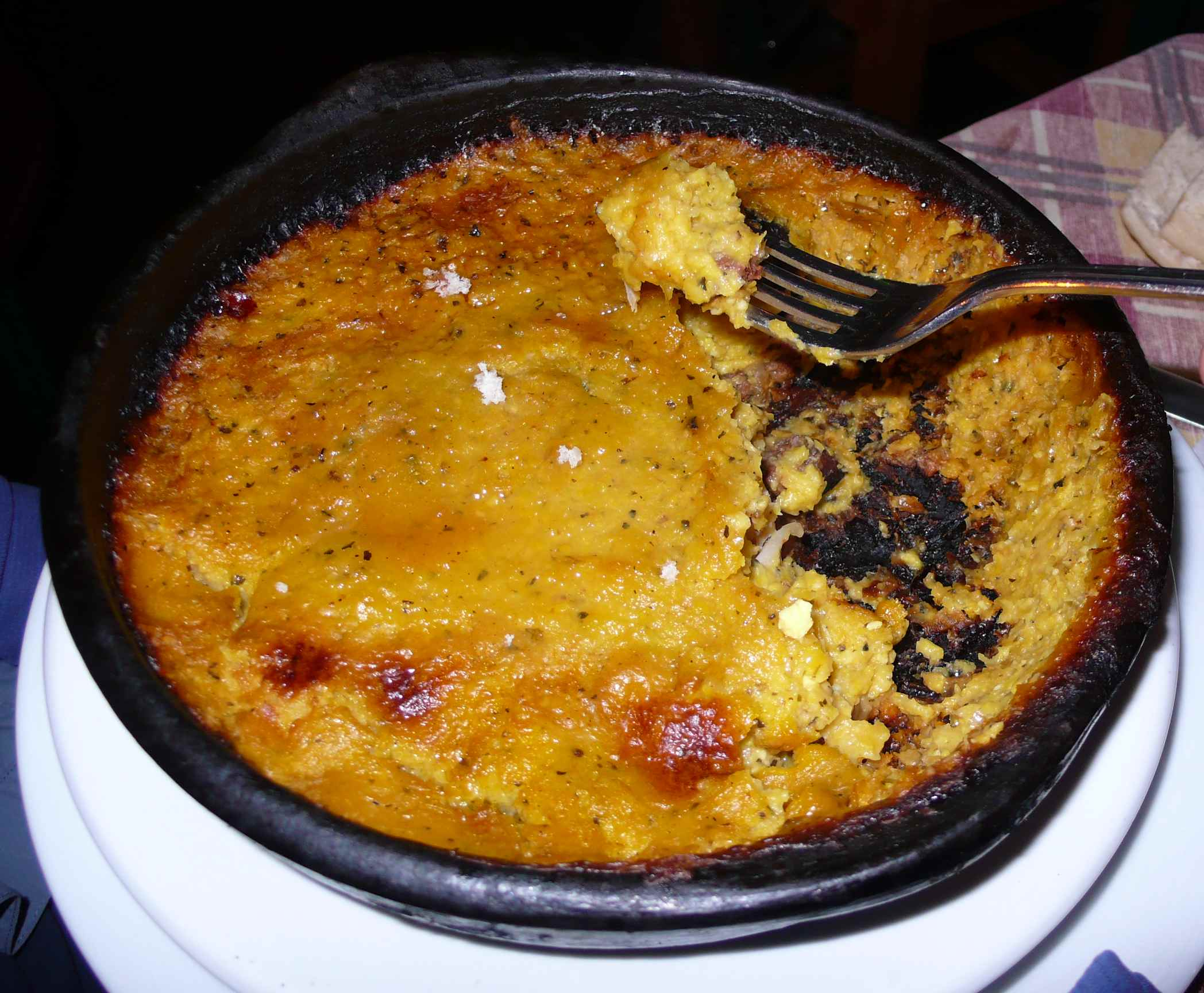
パステル・デ・チョクロ
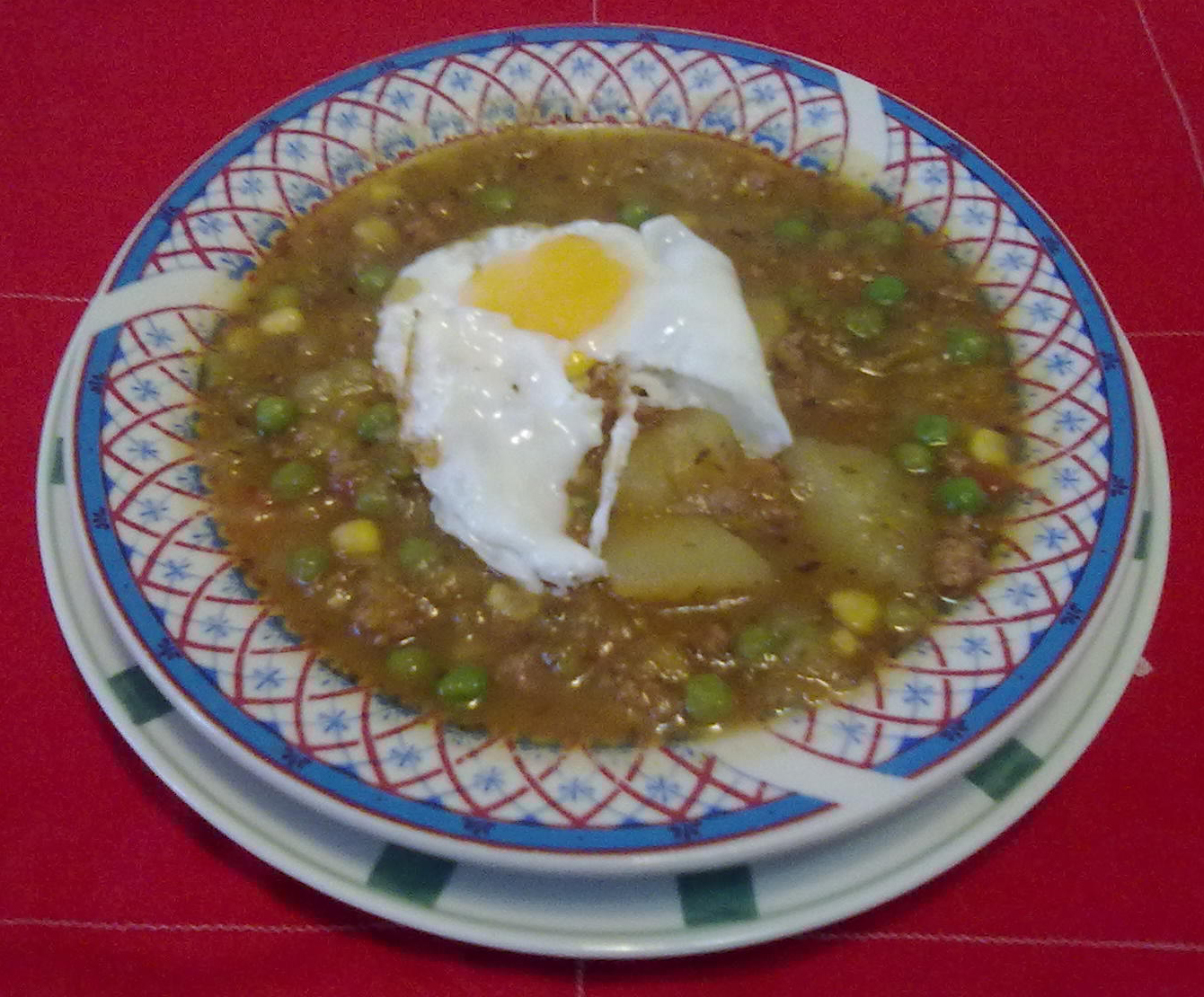
チャルキカン
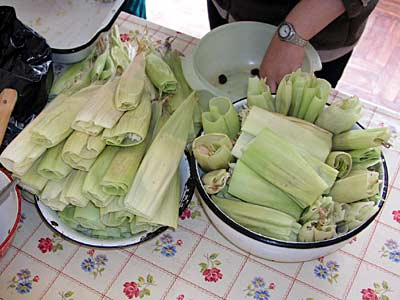
ウミータ

### 南部
チリ南部はマプチェ族の影響を強く受けており、ジャガイモ、グリンピース、ピニョネスと呼ばれるマツカサの種などが典型的な食材である。チロエ島にはチロエ島で採れる286種類のジャガイモを利用した独特な料理もある。
この地域では19世紀にドイツから移住を受け入れたことで、地域の典型的な食材と混ざりあった料理が発達している。特に菓子においてドイツ料理の影響が顕著であり、クーヘンとシュトゥルーデルが代表として挙げられる。
パタゴニアでは羊肉や水産物、さまざまな種類の野生の果実をふんだんに使った料理がある。チリ南部の料理は魚介類がメインで、プエルトモントには貝類や魚類の市場がある。
チリ南部料理の典型例
- ミルカオ  - すりおろしたジャガイモとマッシュしたジャガイモを混ぜ、豚肉のチチャロンを加えたパンケーキ。
- チャパレレ - 生小麦を塩の入った湯で煮て作るパン。ハチミツをつけて朝食に食される。
- クラント - チロエ島の代表的な料理。穴を掘った地面で石を熱し、パンゲの葉を乗せ、貝類、肉類などを煮、グリンピース、ミルカオ、チャパレレを加え、キャベツの葉で覆って蒸し焼きにする。

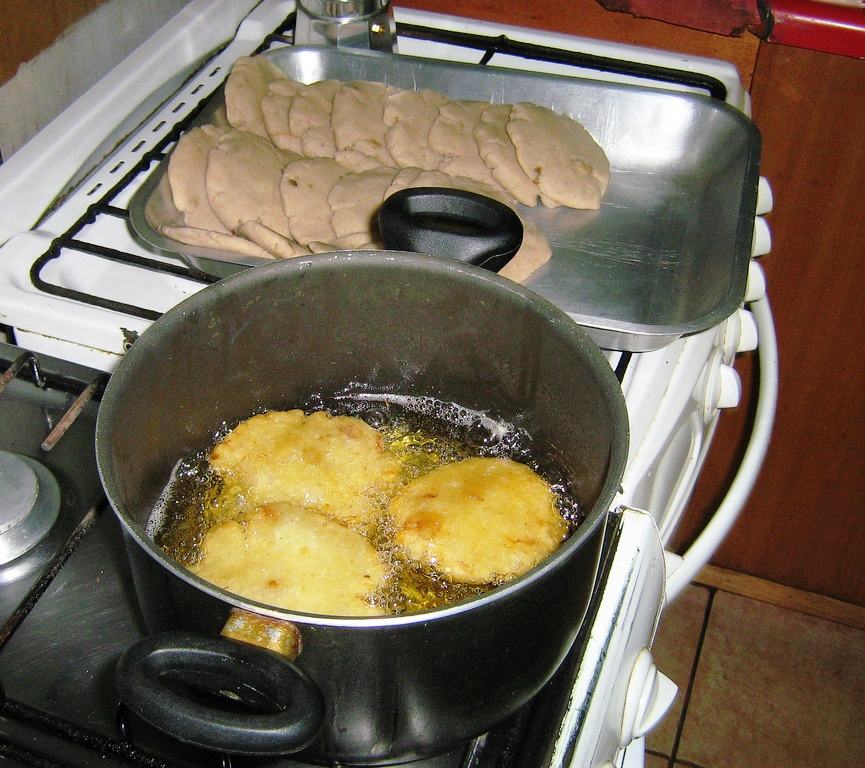
ミルカオ
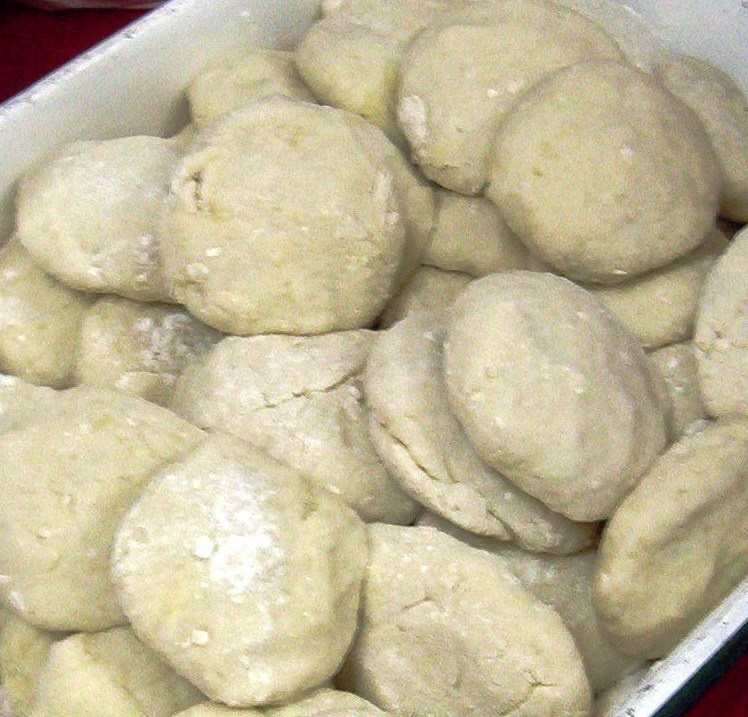
チャパレレ
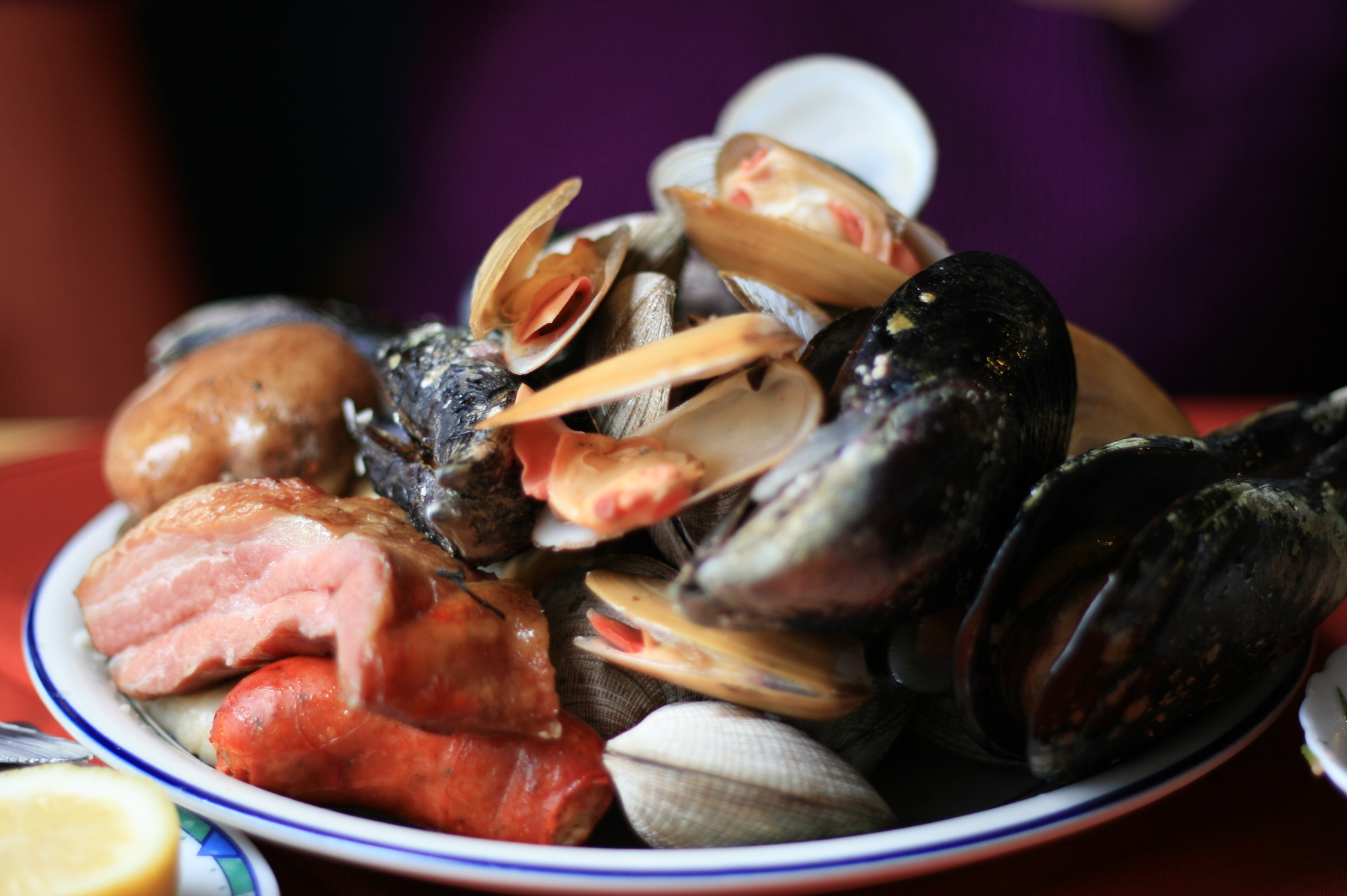
クラント

### ワイン

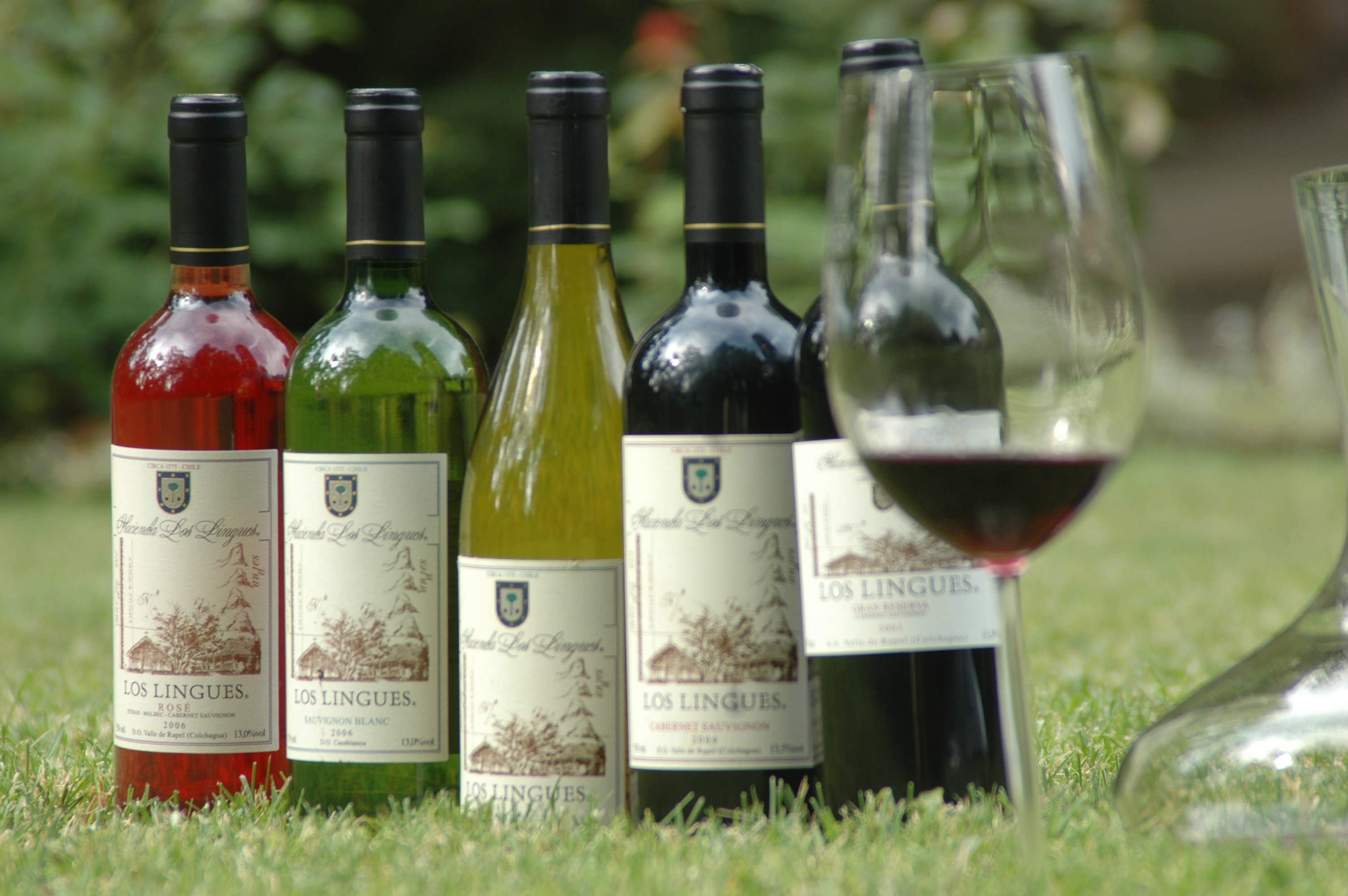
チリワインの例

チリワインは高い品質と手ごろな価格とで、世界中で人気を集めている。
チリ中部の渓谷地域は、地中海性気候であり、1日の中で寒暖差が大きく、ブドウの栽培、ワインの醸造に適している。
19世紀フランスのフィロキセラ禍によって、フランスのブドウ栽培が大きく影響を受けた際に、ブドウの苗木を守る目的で、チリでブドウの栽培を行ったことが、チリワインの始まりであり、その歴史は比較的に短い。
フランス原産とするブドウが栽培されており、赤ワイン用はカベルネ・ソーヴィニヨン、メルロー、カルメネール、白ワイン用にはシャルドネやセミヨンなどである。中でもカルメネールは、現在のフランスではほぼ栽培されておらず、チリワイン特有のブドウ品種となっている。